# Basilique Sainte-Praxède de Rome
Pour les articles homonymes, voir Sainte Praxède (homonymie).
La basilique Sainte-Praxède (en italien : Basilica di Santa Prassede) est une basilique mineure romaine située dans l'antique regio V (Esquiliae), ou au Moyen Âge dans le rione de Monti, dans la via di Santa Prassede, près de la basilique Sainte-Marie-Majeure. Elle est dédiée à la sainte romaine Praxède.

## Historique
De nombreuses églises ont été construites autour de la basilique Sainte-Marie-Majeure, parmi lesquelles un titulus de Praxidas, attesté en 491 par une épitaphe au texte lacunaire : tit. Prax..., qu'on a complété en Praxedis alors qu'il valait sans doute mieux restituer Praxidae. L'appellation originale de cette paroisse, attestée dans le synode romain du 1er mars 499, était en effet titulus Praxidae, du nom d'un personnage, Praxidas (certainement son fondateur) sur lequel on ne sait rien. Le nom de cet inconnu fut féminisé et remplacé par celui de Praxède, qui n'apparaît, hors de l'hagiographie, qu'à partir du synode romain de 595 (titulus sanctae Praxedis). La figure légendaire de Praxède avait été associée, dès le début du VIe siècle, au très probablement réel fondateur de titulus qu'était Pudens (IIe siècle ou IIIe siècle ?). Ce dernier, d'après les Actes pseudépigraphes de Pastor (BHL 6988-6989), aurait été aussi un « ami des Apôtres », certainement en vertu d'un rapprochement avec un passage de la Seconde lettre à Timothée (4, 21) où l'auteur – saint Paul selon une tradition fort contestée aujourd'hui[réf. nécessaire] – salue, parmi d'autres amis résidant à Rome, un homme du nom de Pudens. Ce Pudens composite est devenu, dans la légende tardive, le père des deux saintes Pudentienne (Potentienne chez l'hagiographe) et Praxède.
Selon les Actes pseudépigraphes BHL 6988-6989 (probablement rédigés dans les premières années du VIe siècle), Pudens possédait à Rome une maison où il accueillait les étrangers de passage ; les restes de cet édifice se trouveraient aujourd'hui (mais cette localisation n'est pas certaine) à neuf mètres sous l'actuelle basilique. Il y aurait hébergé – bien que la légende, pourtant inventive, n'en souffle mot – l'apôtre Pierre, du moins si l'on en croit certains auteurs modernes[Lesquels ?][réf. nécessaire] qui ne citent jamais à ce sujet la moindre source antique. Après sa mort, ses filles Praxède et Potentienne, avec le consentement du pape Pie Ier, font construire un baptistère pour baptiser les nouveaux chrétiens. Potentienne et Praxède seraient mortes l'une sous le règne d'Antonin le Pieux, l'autre sous celui de son successeur Marc Aurèle, sans être martyres ni l'une ni l'autre, contrairement à ce qu'on lit parfois dans les ouvrages de piété mal informés ou souvent dans la mauvaise littérature de vulgarisation.
À la mort de Potentienne, Praxède utilise le patrimoine de sa famille, conjugué aux thermes que Novatus lui lègue à sa mort, pour construire une église qui est consacrée par le pape Pie Ier et placée sous le vocable de Sainte-Potentienne (Sainte-Pudentienne). Dans cet édifice, Praxède cache de nombreux chrétiens persécutés. Elle recueille les corps de ceux qui ont été trouvés et martyrisés, et les ensevelit dans la catacombe de Priscille sur la Via Salaria (où elle sera elle aussi enterrée avec sa sœur et son père).
Pour ce qui concerne l'origine de l'église Sainte-Praxède, nous ne tirons rien de l'hagiographie antique, sinon le fait que la légende prépara la transformation du titulus Praxidae (fondé par un obscur Praxidas) en titulus sanctae Praxedis, dénomination qui pérennisa cette sainte fictive, probablement créée par le parti de l'antipape Laurent dans le contexte du schisme laurentien (498-506) pour contrer les prétentions du pape Symmaque.
Le Liber Pontificalis indique que vers 780 le pape Adrien Ier rénove complètement ce qui restait du titulus Praxedis. L'église actuelle, en revanche, est due à la rénovation effectuée dès le début de son pontificat par le pape Pascal Ier, qui fait construire un nouveau bâtiment à la place du précédent devenu vétuste (dédicace le 20 juillet 817). La nouvelle église, décorée d'importantes mosaïques, est destinée à abriter les ossements des martyrs enterrés dans le cimetière de Priscille. À partir du IXe siècle, l'église est tellement intégrée dans la structure des bâtiments environnants que la façade n'est pas visible de la rue, situation qui a persisté jusqu'à nos jours.
Au milieu du XIIe siècle, l'église est confiée aux chanoines réguliers de Santa Maria del Reno de Bologne, qui, cependant, gèrent très mal l'ensemble du complexe architectural, de sorte que le pape Célestin III, à la fin du siècle, est contraint de leur en enlever la responsabilité. Son successeur, le pape Innocent III, la cède en 1198 aux moines de l'abbaye de Vallombrosa, qui en sont toujours les propriétaires. Dans la première moitié du XIIIe siècle, les structures de la nef ont été renforcées par l'insertion de trois grands arcs et de six grands piliers. Un campanile est adjoint à la même époque, occupant alors une partie du transept gauche. À la fin du siècle, probablement à cause du manque de symétrie du transept, la chapelle qui s'appelle aujourd'hui cappella del Crocifisso a été insérée dans le transept opposé.
D'autres interventions, à l'intérieur de l'église, ont eu lieu au cours des siècles suivants, à la demande des différents cardinaux titulaires de la basilique, dont celles des cardinaux Antonio Gentile Pallavicino, qui a reconstruit la zone du presbytère ; Charles Borromée, qui a reconstruit l'escalier d'accès, le portail central et la sacristie, posé la voûte dans les nefs et ouvert les huit grandes fenêtres de la nef centrale (il y en avait 24 à l'époque de Pascal Ier) ; Alexandre de Médicis, qui commande la décoration de la nef ; et enfin, le cardinal Lodovico Pico della Mirandola, qui dans la première moitié du XVIIIe siècle, suivant la suggestion du synode romain de 1725, fait rechercher les anciennes reliques, occasionnant une nouvelle intervention dans le domaine presbytéral et la reconstruction de la crypte.
Au cours du XIXe siècle et du XXe siècle, diverses interventions ont été effectuées pour retrouver les structures médiévales par la destruction des ajouts ultérieurs : ainsi, en 1918, le sol a été refait dans le style cosmatesque, et en 1937, l'enduit de la façade a été retiré pour restaurer l'ancienne structure.
Le titre cardinalice de Sainte Praxède a été établi par le pape Évariste vers 112 et assigné à cette église plusieurs siècles plus tard.

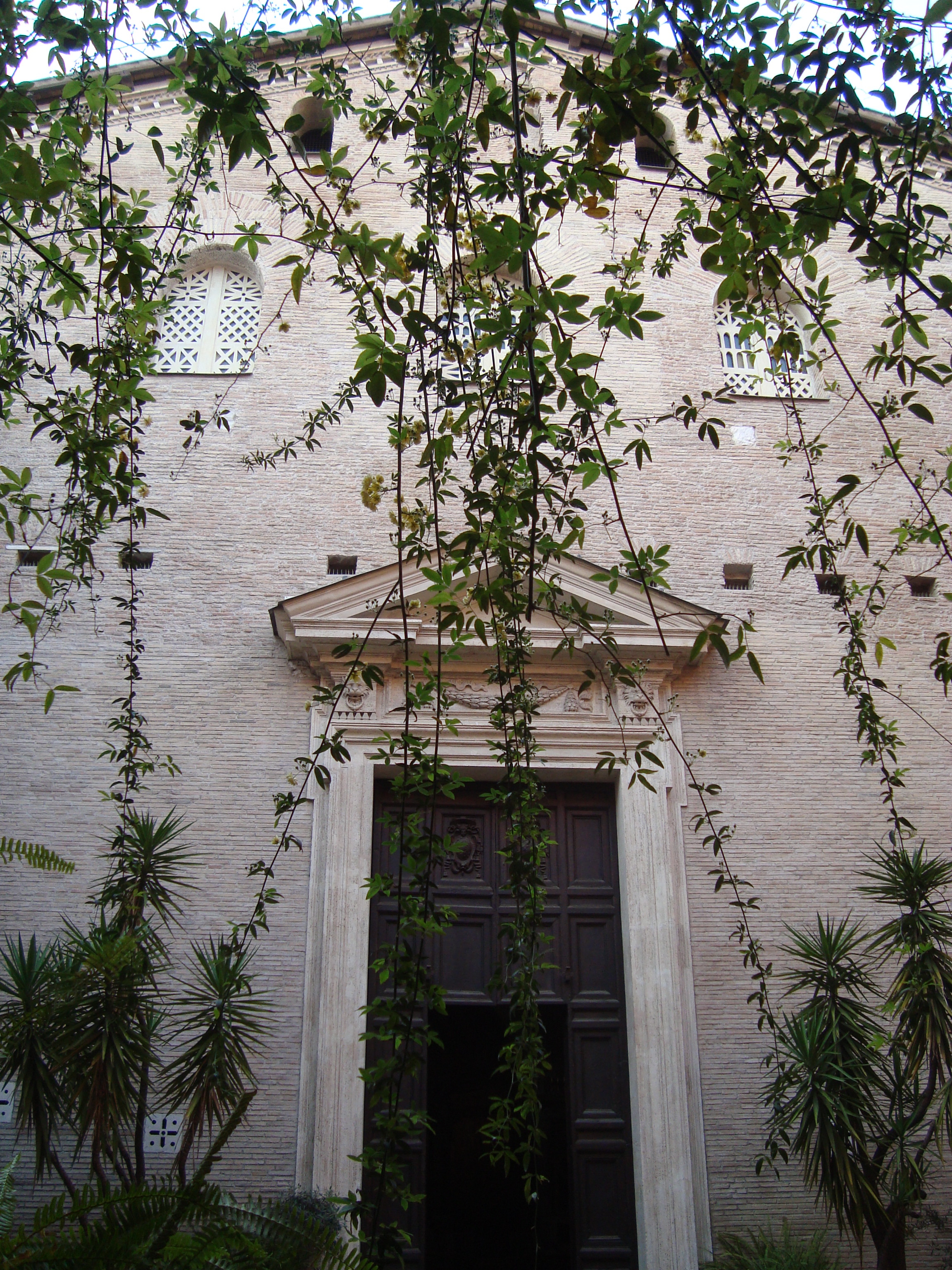
La façade depuis la cour intérieure.
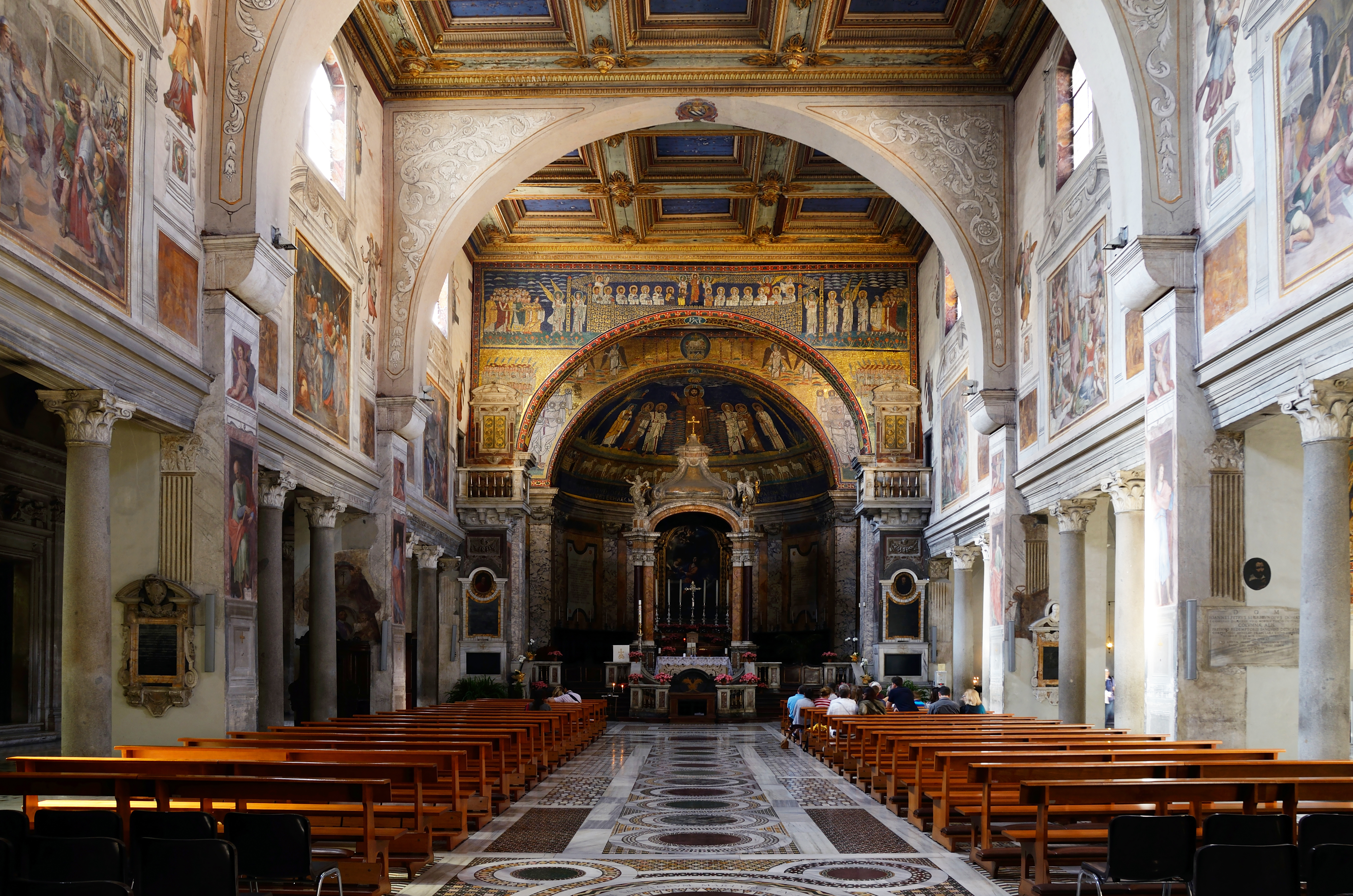
Intérieur de la basilique.
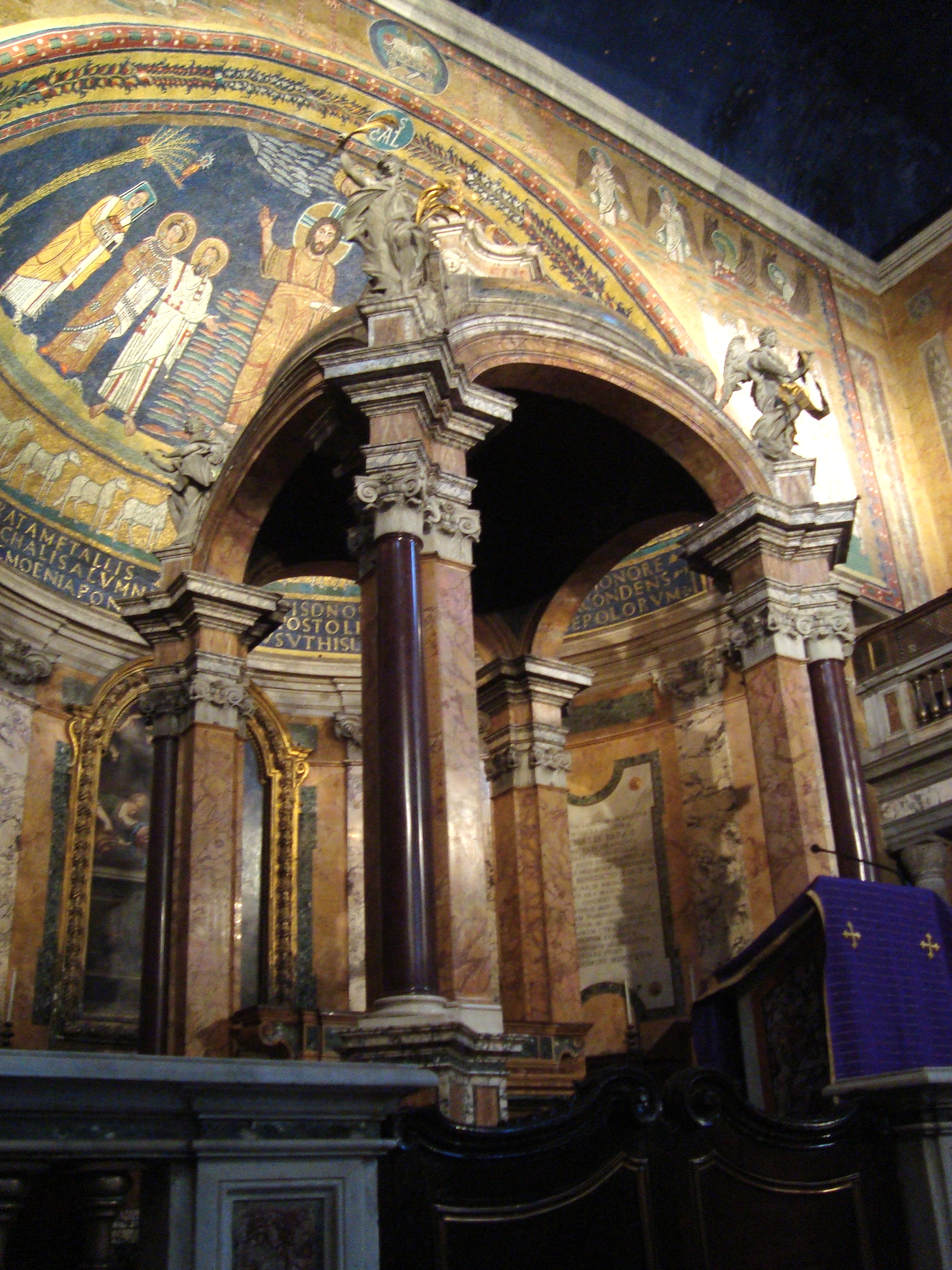
Maître-autel et abside de la basilique.

## Architecture et décorations

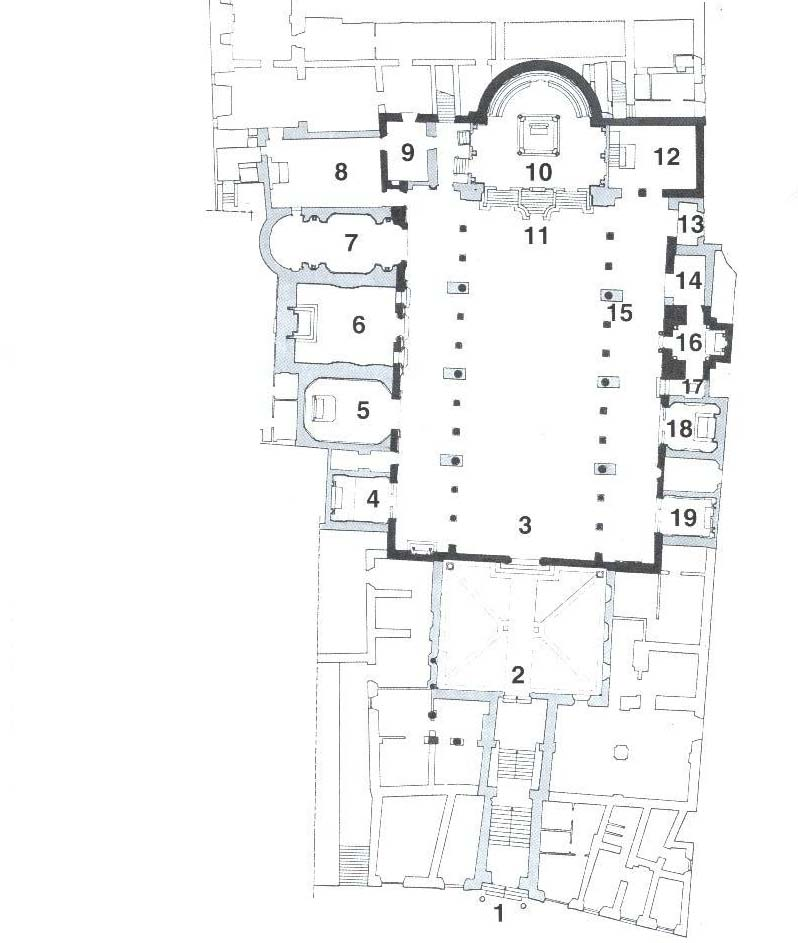
Planimetrie de l'édifice

L'architecture extérieure de cette église est de nos jours quasi invisible en raison de ses restructurations successives au fil du temps et de son intégration au sein de différents immeubles et échoppes sur ces flancs. L'entrée principale se fait par une porte latérale à droite, et la façade n'est visible que d'une petite cour accessible par l'intérieur de l'église. La basilique est riche de très nombreuses mosaïques réalisées sous le pape Pascal Ier (817-824). La chapelle latérale dite de Saint-Zénon (San Zenone) est particulièrement intéressante car elle accueille une représentation du Jardin du Paradis. Comme beaucoup de basiliques du Haut Moyen Âge, cette église possède un ciborium.
Selon la tradition légendaire, la basilique abrite un fragment de la colonne de la Flagellation du Christ (inventée par sainte Hélène, mère de l'empereur Constantin) en marbre noir veiné de blanc, contre laquelle il fut torturé avant la Crucifixion. Cette relique attribuée à Jésus a été apportée à Rome par le cardinal Jean Colonna en 1223. Dans la crypte se trouvaient deux sarcophages ayant contenu les restes supposés des saintes Pudentienne et Praxède (rapatriés de la catacombe de Priscille au temps de Pascal Ier) et l'on y voit encore une fresque ancienne représentant Praxède.
La basilique abrite également la tombe de l'évêque Giovanni Battista Santoni, décorées par un buste qui constitue la première œuvre du Bernin.

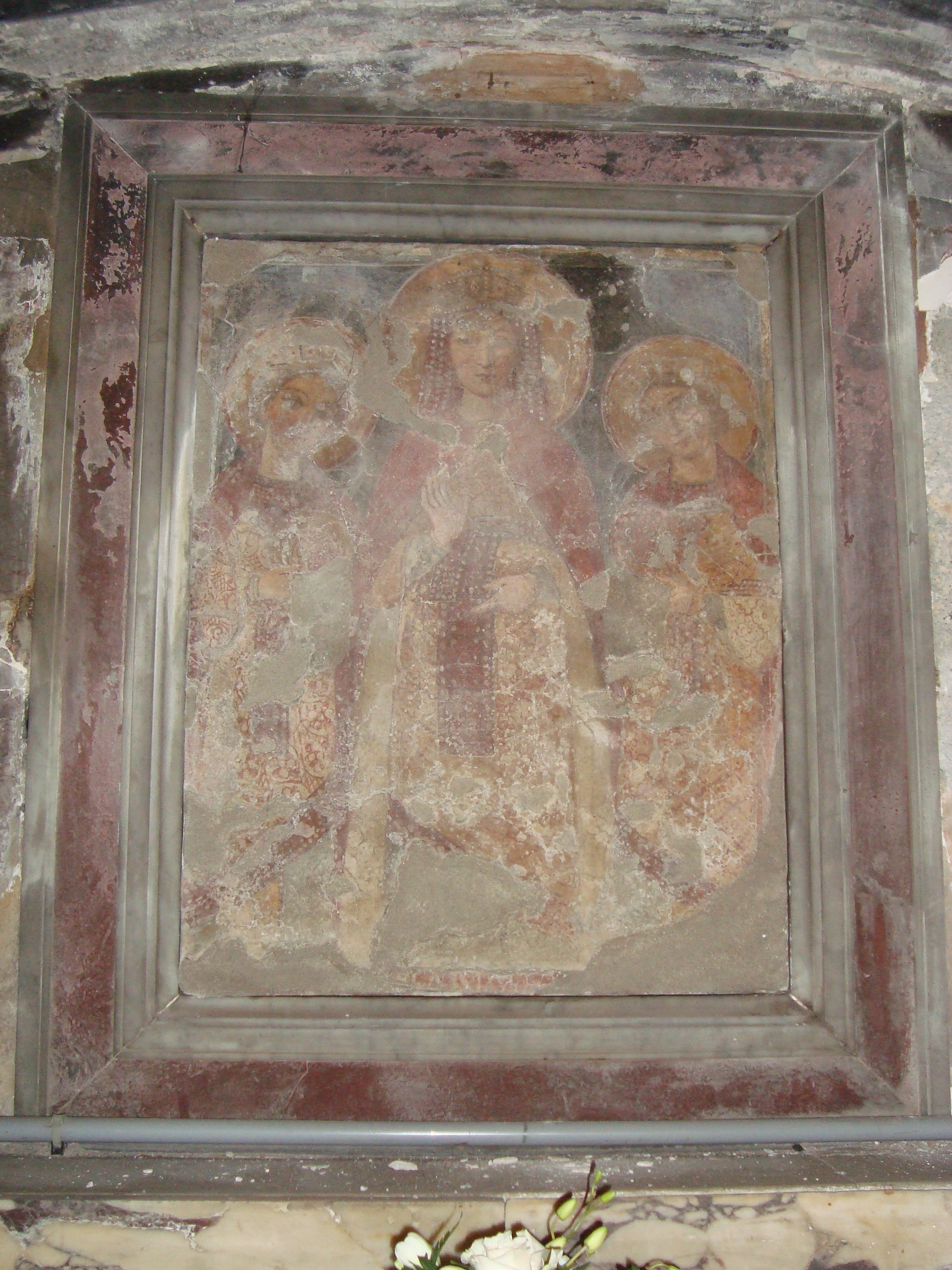
Fresque représentant Sainte Praxède dans la crypte de la basilique.
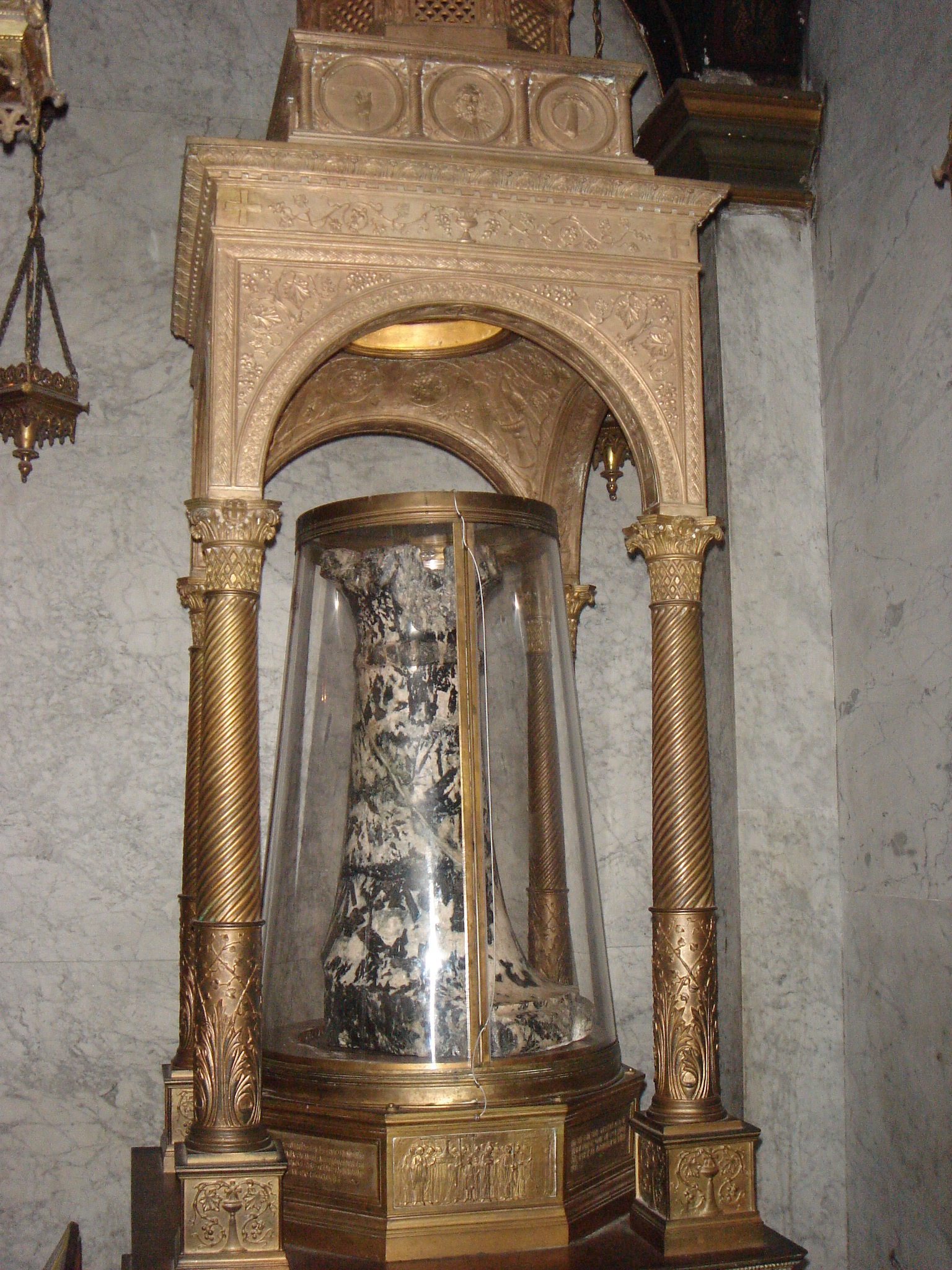
Colonne de la flagellation du Christ.
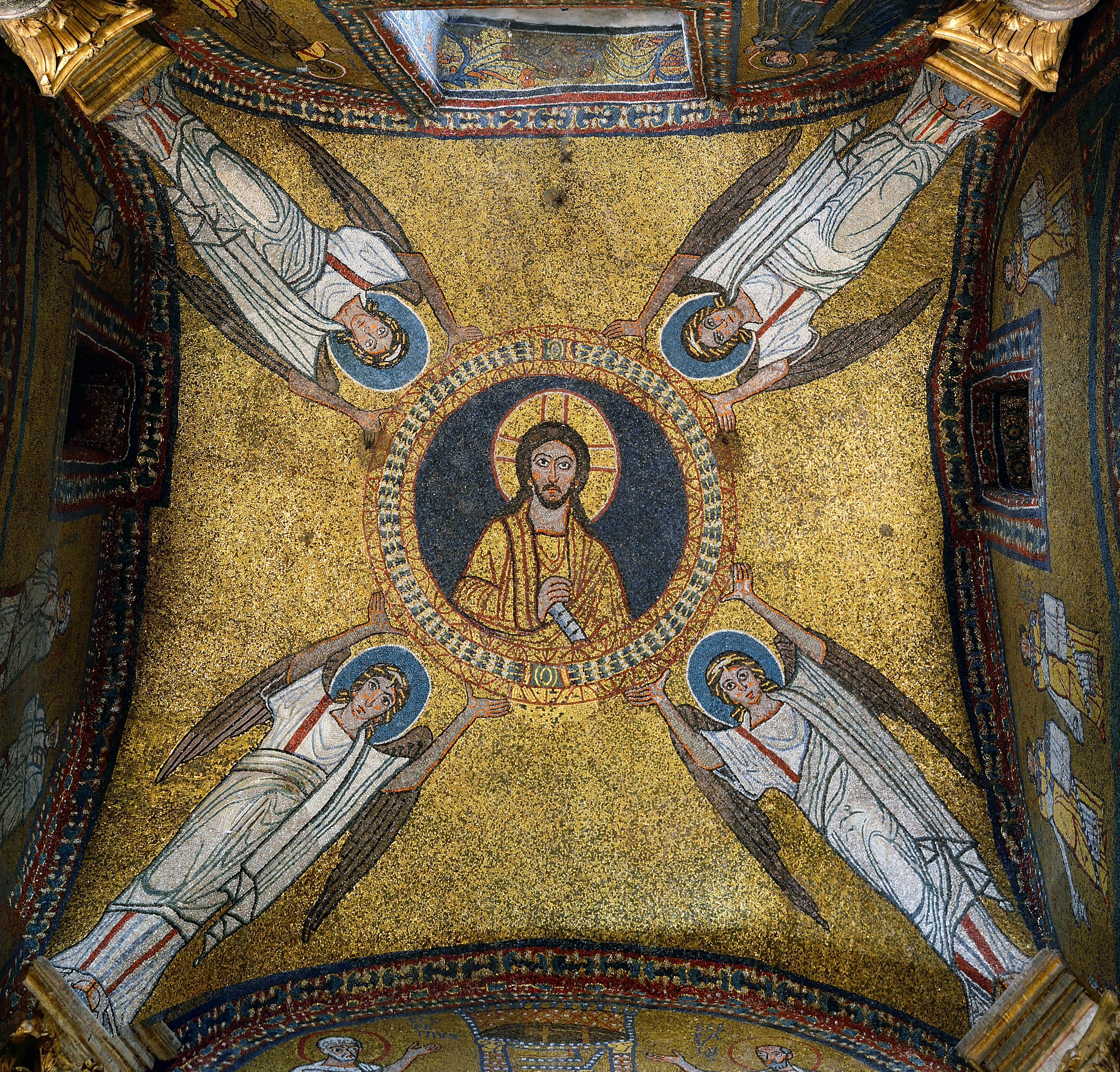
Mosaïque du Christ pantocrator porté par quatre anges.
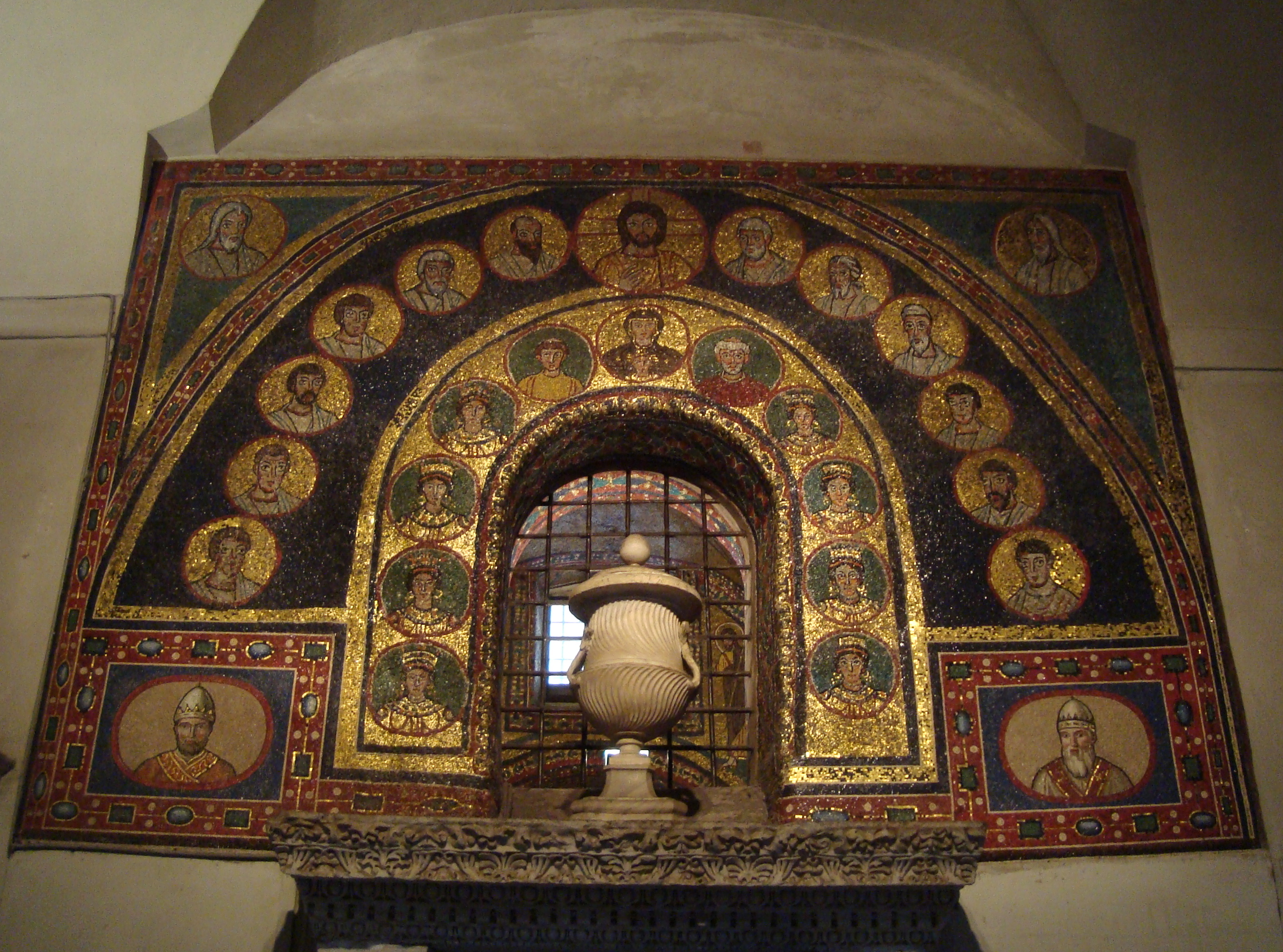
Mosaïques représentant les apôtres.
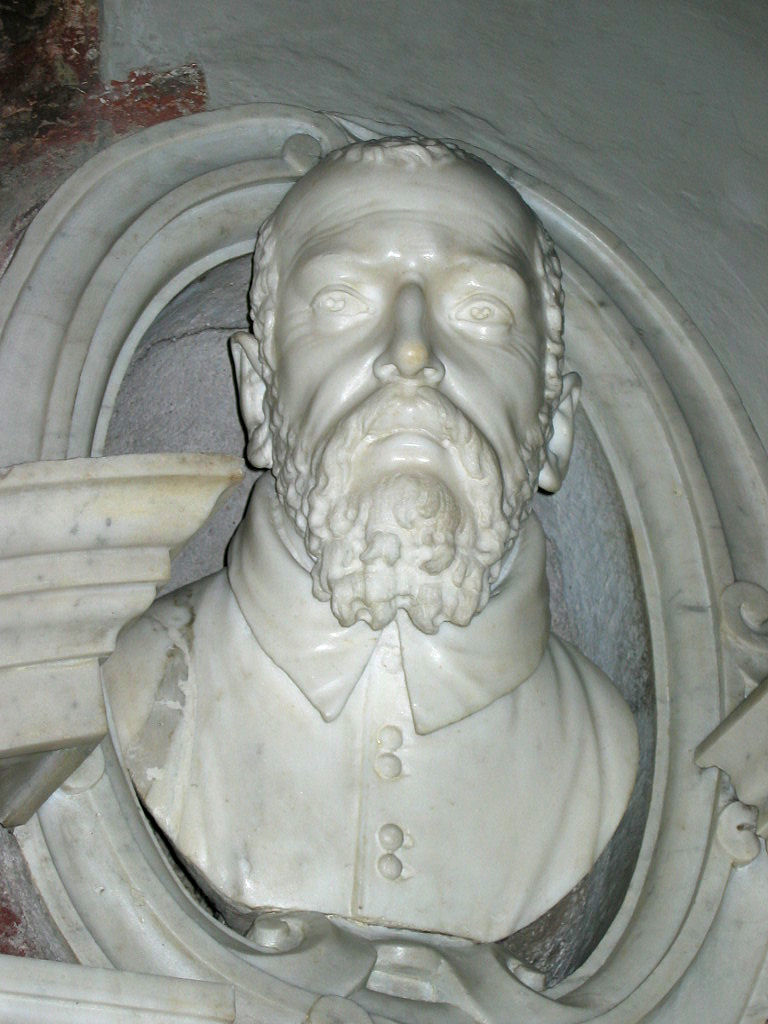
Buste de Giovanni Battista Santoni par Le Bernin.
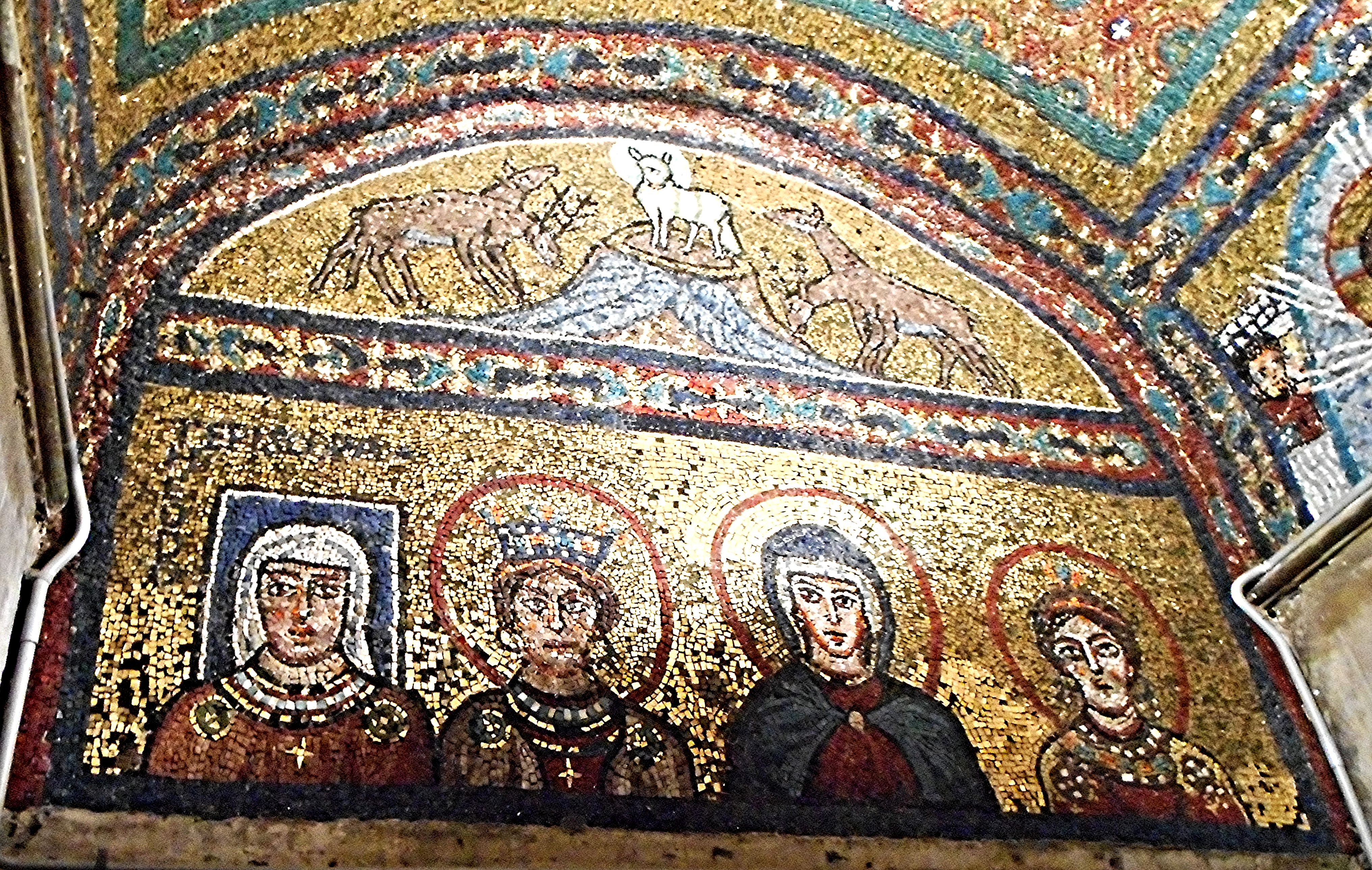
Mosaïque Episcopa Theodora de la chapelle de l'évêque Zénon de Vérone.

## Source
- (it) Cet article est partiellement ou en totalité issu de l’article de Wikipédia en italien intitulé « Basilica di Santa Prassede » (voir la liste des auteurs).